# Rännbålmossa
Rännbålmossa (Riccardia incurvata) är en levermossart som beskrevs av Sextus Otto Lindberg. Rännbålmossa ingår i släktet flikbålmossor, och familjen Aneuraceae. Enligt den finländska rödlistan är arten nära hotad i Finland. Arten är reproducerande i Sverige. Artens livsmiljö är öppna översvämningsstränder med finsediment vid sötvatten.